# Klearchos von Herakleia II.
Klearchos von Herakleia (altgriechisch Κλέαρχος Kléarchos; † 284 v. Chr.) war zusammen mit seinem jüngeren Bruder Oxathres ab 305 v. Chr. der letzte Tyrann der am Schwarzen Meer gelegenen Stadt Herakleia Pontike.

## Leben
Klearchos war ein Sohn des herakleotischen Tyrannen Dionysios und der Amastris, einer Nichte des letzten Perserkönigs Dareios III. Damit war Klearchos ein Enkel des gleichnamigen Begründers der Tyrannis in Herakleia. Als Dionysios 305 v. Chr. nach 32-jähriger Herrschaft starb, folgte ihm Klearchos unter der Vormundschaft seiner Mutter auf den Thron. 302 v. Chr. vermählte sich Amastris kurzzeitig mit dem Diadochen Lysimachos und übergab ihrem Sohn die Regierung, die Klearchos später mit seinem Bruder Oxathres teilte. Auch nach Amastris’ Trennung von ihrem Gatten und ihrer Rückkehr blieb Klearchos im Besitz der Tyrannis. Trotz ihrer Scheidung pflegte Amastris weiterhin ein freundschaftliches Verhältnis mit Lysimachos, und als dieser 292 v. Chr. Krieg gegen die Geten führte, nahm auch Klearchos daran teil, geriet aber ebenso wie der Diadoche in Gefangenschaft. Er durfte jedoch bald wieder in seine Vaterstadt zurückkehren und diente dem Lysimachos nach wie vor bei dessen militärischen Unternehmungen. Später kam es jedoch zu Spannungen mit seiner Mutter. Als sie 284 v. Chr. starb, wurde der herbeigeeilte Lysimachos von Klearchos und Oxathres freundlich aufgenommen. Doch der Diadoche bezichtigte die beiden, ihre Mutter ertränkt haben zu lassen, und ordnete aufgrund dieser Anklage ihre Hinrichtung an. Damit endete die Tyrannenherrschaft in Herakleia, das Lysimachos nun seinem Reich angliederte.